# Johann Weiß (politik)
Johann Weiß, též Weiss (24. dubna 1864 Stuben – ???), byl rakouský politik německé národnosti z Čech, poslanec Českého zemského sněmu.

## Biografie
Pocházel z rolnické rodiny. Vychodil školu v rodném Stuben (dnes Hůrka u Horní Plané). Od věku 14 let do svých 20 let pracoval na hospodářství svého otce v Hůrce. Od roku 1884 prodělal vojenskou službu u 3. batalionu 91. pěšího pluku v Domanovici v Hercegovině, pak ještě dva roky v Českých Budějovicích. Roku 1888 převzal rodinné hospodářství. Roku 1891 inicioval vznik sboru dobrovolných hasičů v Stubenu a stal se jeho starostou. Roku 1892 založil pojišťovací spolek na koně v domovské obci. Roku 1893 předal hospodářství sestře a přesídlil na usedlost čp. 9 ve Schwarbachu (Černá v Pošumaví). Podílel se na zakládání tamního hospodářského spolku. Byl starostou Schwarzbachu. Roku 1908 prodal Weiß toto hospodářství českému řezníkovi Františku Hýskovi a Emanuelovi Massanetzovi z Velešína. Johann Weiß byl prvním předsedou místního Vodního sdružení a také prvním předsedou Sdružení živnostníků, založeného roku 1903.
Zapojil se i do vysoké politiky. V zemských volbách roku 1901 byl zvolen na Český zemský sněm, kde zastupoval kurii venkovských obcí, obvod Krumlov. Uváděl se tehdy jako kandidát Německé agrární strany.